# Maria Korchinska

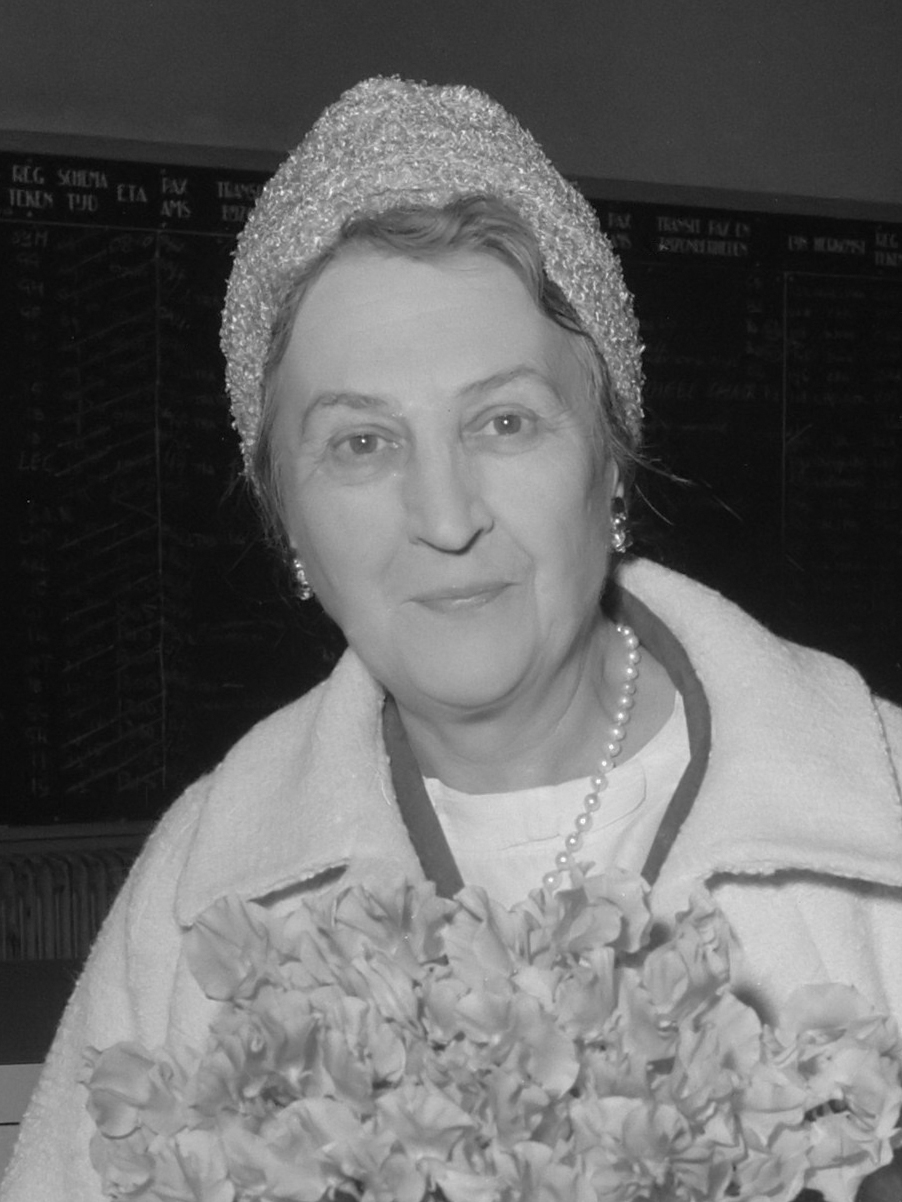
Maria Korchinska, Aufnahme aus dem Jahr 1960

Maria Korchinska, auch Maria Alexandrowna Kortschinskaja (russisch Мария Александровна Корчинская, * 17. Februar 1895 in Moskau; † 17. April 1979 in London) war eine polnisch-russisch-britische Harfenistin.

## Leben und musikalische Karriere
Korchinska wurde als Tochter des polnischen Bauingenieurs Lucian Alexander Korchinski, der als Beamter des russischen Verkehrsministeriums arbeitete, und seiner moldauischen Frau Dionysia Janusewitsch geboren. Als Kind war Korchinska nicht besonders an Musik interessiert, wurde aufgrund ihres Talents jedoch ins Moskauer Konservatorium aufgenommen. Sie erfüllte die hohen Ansprüche des Lehrpersonals und bevorzugte das Leben am Konservatorium gegenüber der Strenge und Enge des katholischen Elternhauses. Im Alter von elf Jahren war sie am Klavier so weit fortgeschritten, dass ihr Lehrer ihr eine Karriere als Solopianistin ans Herz legte. Ihr Vater bestand aber auf einer Ausbildung an der Harfe, weil er der Meinung war, dass es viele gute Pianisten und nur wenige gute Harfenisten gab. Sie studierte bei Xenija Alexandrowna Erdeli und Alexander Iwanowitsch Slepuschkin und schloss im Jahre 1911 das Konservatorium im Fach Harfe mit einer Goldmedaille ab. Ihre Lehrerin Erdeli bescheinigte ihr, eine brillante Virtuosin zu sein und einen Geschmack zu haben, der über jeden Zweifel erhaben sei. Die Pläne ihrer Eltern, ins Ausland zu gehen, lehnte Korchinska ab. Sie blieb lieber in Russland und wurde Teil des jungen dynamischen Kussewizki-Orchesters, das vor allem neue Werke russischer Künstler aufführte.
Im Jahre 1918 starb Slepuschkin, und Korchinska übernahm die Leitung des Instituts für Harfe am Moskauer Konservatorium. Sie wurde auch erste Harfenistin am Bolschoi-Theater. Nach der Oktoberrevolution musste sie auch für zahlreiche sowjetische Kulturprogramme spielen, hatte aber als Künstlerin bzw. Musikerin in der jungen Sowjetunion einen hohen Status. Trotzdem litt ihre Familie unter den Nahrungsmittel-Engpässen. Sie spielte in Gefängnissen der Tscheka, für Einheiten der Roten Armee und auf Lenins Beerdigung; wiederholt wurde sie von der Tscheka bedroht. Im Jahre 1922 wurde sie Teil von Persimfans, des ersten Symphonieorchesters ohne Dirigent, ein damals neues Konzept, das den künstlerischen Beitrag und die Gleichheit aller Ensemblemitglieder herausstellen sollte.
Im Jahre 1922 heiratete sie Constantin Graf von Benckendorff, den Sohn des letzten zaristischen russischen Botschafters in London, Alexander Philipp Constantin Ludwig Graf von Benckendorff. Nach Lenins Tod wurde die politische Situation in der Sowjetunion komplizierter, und es bestand Sorge um das Leben von Benckendorffs. Lenins Arzt Otfrid Foerster – man vermutet, er sei in Korchinska verliebt gewesen – organisierte für Korchinska ein sechswöchiges Tourneevisum für Großbritannien, so dass sie im Jahre 1924 mit ihrer kurz zuvor geborenen Tochter Natalia und zwei Harfen in Tilbury ankam. Im Jahre 1925 wurde ihr Sohn Alexander geboren, im Jahre 1929 erhielt sie die britische Staatsbürgerschaft. Sie startete eine neue Solokarriere in England, wenngleich sie zu Beginn zahlreiche andere Tätigkeiten ausüben musste, um ihre Familie über die Runden zu bringen. Sie wurde bekannt, spielte vor allem Neue Musik, bestritt zahlreiche Uraufführungen und trat dem Harp Ensemble bei. Der Komponist Arnold Bax schrieb eine Sonate für Harfe und Bratsche für sie.
Während des Zweiten Weltkrieges spielte sie unter widrigen Umständen für die BBC, die Entertainments National Service Association und den Council for the Encouragement of Music and the Arts. Nach Ende des Krieges engagierte sie sich stärker in Ensembles, vor allem dem Wigmore Ensemble, und organisierte Veranstaltungen wie die jährlichen niederländischen Harfenwochen gemeinsam mit Phia Berghout.
Zu ihren Schülern gehören Dmitri Romanowitsch Rogal-Lewizki, Wera Georgijewna Dulowa und N. B. Sibor.